# St.-Nicolai-Kirche (Vechelde-Sonnenberg)
Die St.-Nicolai-Kirche ist eine evangelisch-lutherische Kirche in der Ortschaft Sonnenberg der Gemeinde Vechelde im Landkreis Peine.
Die Kirchengemeinde gehört zur Propstei Vechelde innerhalb der Evangelisch-Lutherischen Landeskirche in Braunschweig.

## Baugeschichte
Sonnenberg war bis ins 16. Jahrhundert ein Pfarrdorf im Archidiakonat Denstorf und bildet seit dem 17. Jahrhundert mit der Kirchengemeinde Timmerlah einen Pfarrverband. Die Kirche wurde im 13. oder 14. Jahrhundert erbaut. Es wird sowohl die Zeit um 1250 als auch das Jahr 1349 von den Historikern genannt.
Im Gegensatz zu anderen Kirchen der Region ist dieses Gebäude im Laufe seiner Geschichte überwiegend in seinem ursprünglichen Zustand erhalten geblieben. So blieben die Außenmauern weitgehend unverändert. Zusätzlichen Raum schaffte man allenfalls durch Veränderungen im Innern der Kirche. Im Jahre 1756 fand ein Ausbau statt.
Außerdem wurde im Lauf der Zeit das Kirchenschiff verlängert; aus diesem Grund wurde der früher im Osten vorhandene, eingerückte Chor abgerissen. Der Eingang der Kirche wurde von der Südseite an die Westseite – also an die Turmseite – verlegt. Der Turm vom Typ eines sächsischen Westriegels war anfänglich fenster- und türlos in geschlossener Bauweise errichtet worden. Weiterhin wurden die Fenster des Kirchenschiffs wesentlich vergrößert.
Nicht jede Überlegung zur Veränderung der Kirche wurde auch realisiert. So werden in der Bauzeichnung aus dem 18. Jahrhundert der Kirchengemeinde zwei Vorschläge zur Veränderung des Kirchturms gemacht. Ob jemals einer dieser Vorschläge verwirklicht wurde, ist fraglich.
Eine umfangreiche Renovierung erfolgte im Jahr 1958. Bis dahin befand sich in der Kirche hinter dem Altar eine hochgelegene Altarkanzel, die über zwei Treppen rechts und links zu erreichen war. Weitere Renovierungen fanden in den Jahren 1988 und 2022 statt.

## Außenansicht
Der mit dem Kirchenschiff verbundene Turm trägt ein spitzes Zeltdach. Er überragt die Häuser als Wahrzeichen des Dorfes und ist weithin sichtbar. Im Innern des Turmes ist durch die Entfernung von zwei älteren einengenden Lehmwänden ein großzügiger Eingangsbereich geschaffen worden, der den Blick auf einen spätromanischen Torbogen als Eingang zum Kirchenschiff freigibt. Heute sind der einladend gestaltete Eingangsbereich und das Kirchenschiff nur noch durch eine Glastür voneinander getrennt.
Die mittelalterlichen, aus Feldsteinen hergestellten Mauern sind erhalten und wurden neu verputzt. Eine neue, von Ltd. Landeskirchenbaurat Renner kunstvoll entworfene und von Tischlermeister Hotopp gebaute Eichentreppe schmückt den Vorraum.

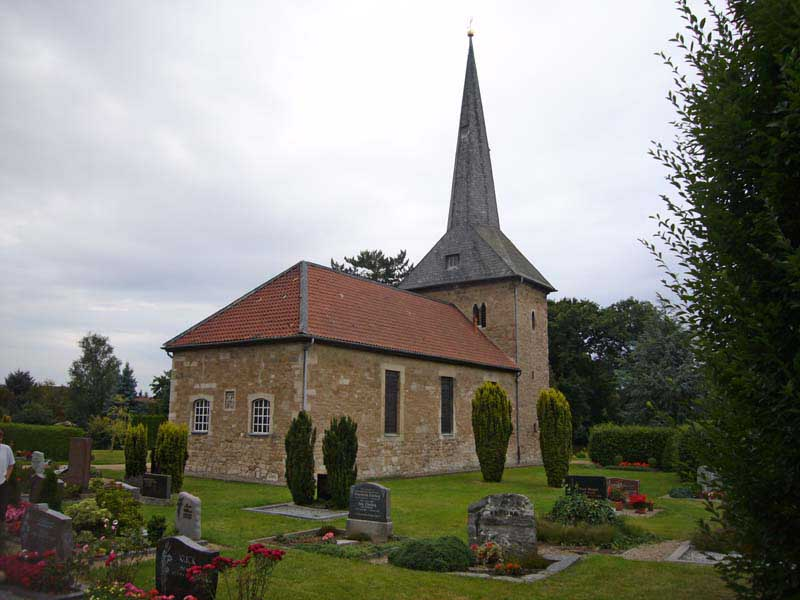
Blick von der Nordostseite
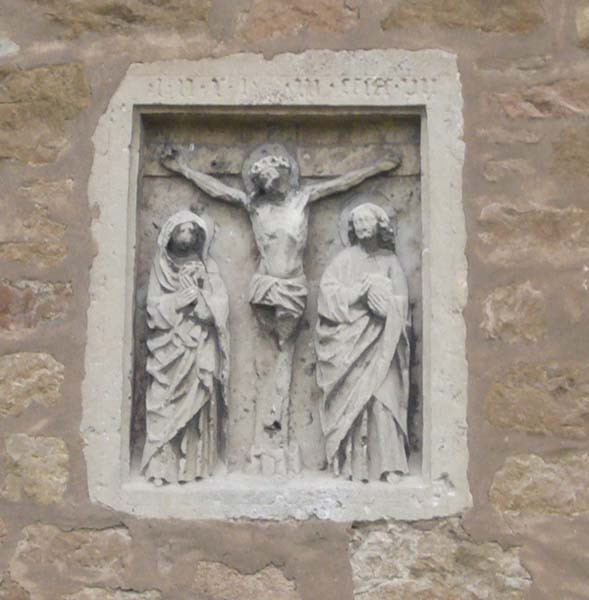
Weihetafel an der Ostfassade

## Innenraum

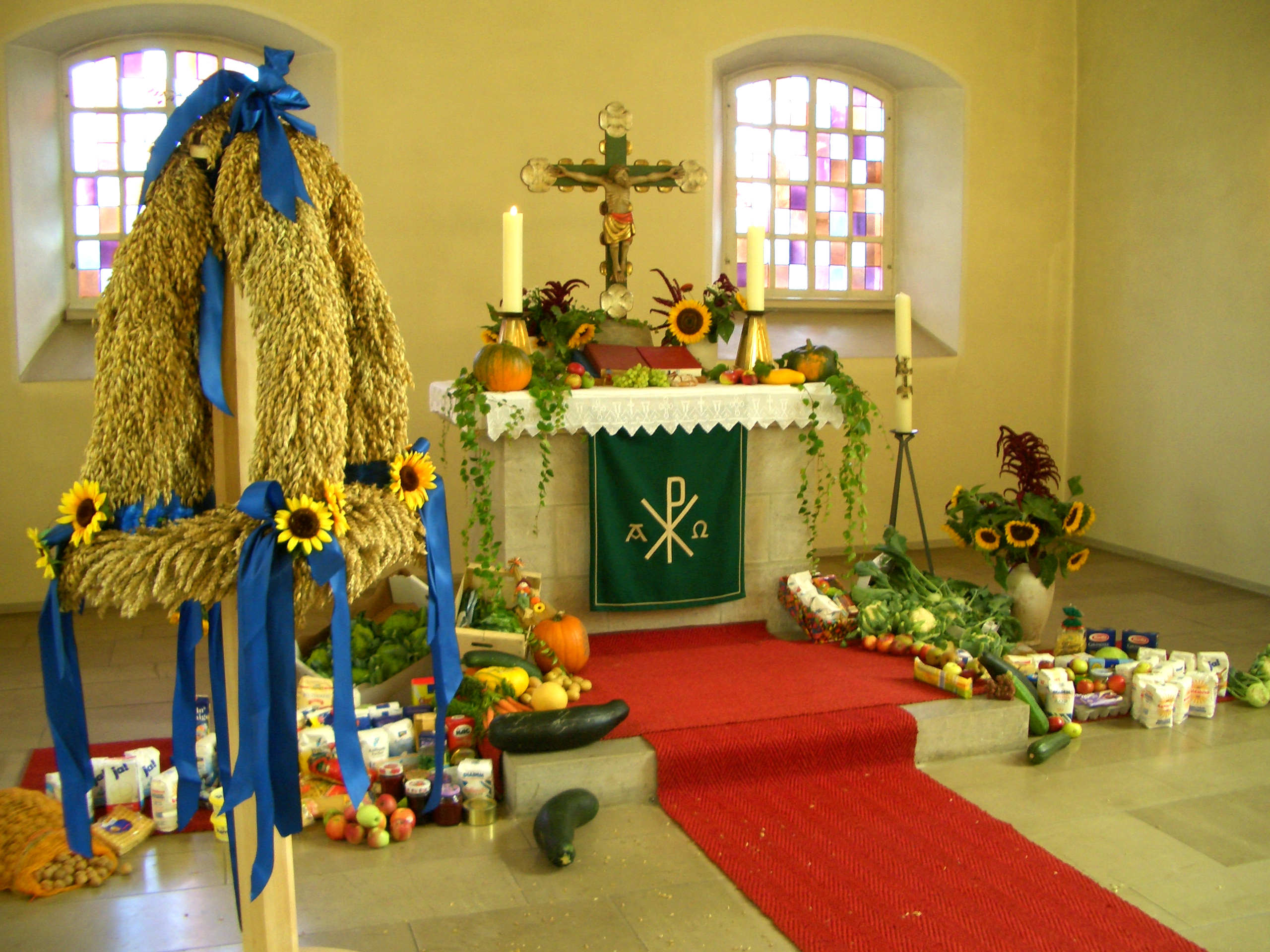
Altarraum zum Erntedankfest

Eine Besonderheit ist der spätromanische Torbogen, der im Zuge der Renovierungsarbeiten in den 1980er Jahren freigelegt wurde. Durch eine stufenartige Gestaltung der Orgelempore gibt er den Blick frei auf das Kircheninnere. Eine geplante Erhöhung der Orgelempore wurde von den zuständigen Denkmalpflegeämtern abgelehnt.
Die mechanische Turmuhr stammt vom Anfang der 1920er Jahre und ist auch heute noch gut erhalten.

## Orgel
Die alte Orgel war im Jahre 1857 von dem Orgelbaumeister Titus Albert Lindrum aus Goslar gebaut worden. Vermutlich war sie die erste und einzige Orgel, die jemals in dieser Kirche gestanden hat. Sie wurde 1991 unter Verwendung von Teilen der 1987 ausgebauten Orgel und unter weitgehender Berücksichtigung der Pläne des Meisters Lindrum neu wiederhergestellt. Allerdings steht sie nun nach vorn gezogen am Rande der Empore und der Organist sitzt nicht mehr davor, sondern auf der nördlichen kurzen Seite.

## Geläut
Die Kirche besitzt zwei Glocken, die wahrscheinlich Anfang der 1920er Jahre in den Turm gekommen sind.

## Persönlichkeiten
- Georg Althaus (* 1898; † 1974), evangelisch-lutherischer Theologe und Gegner des NS-Regimes, war von 1933 bis 1957 Pfarrer der Gemeinde.